# Vjatskije Poljany
Vjatskije Poljany (rusky Вятские Поляны) jsou město v Kirovské oblasti v Ruské federaci. Při sčítání lidu v roce 2010 měly přes pětatřicet tisíc obyvatel.

## Poloha
Vjatskije Poljany leží na Vjatce, pravém přítoku Kamy v povodí Volhy. Od Kirova, správního střediska oblasti, jsou vzdáleny přibližně 280 kilometrů jihovýchodně.

## Dějiny
Udmurtská vesnice Oštorma-Bodja zde byla už v polovině šestnáctého století. V roce 1596 zde vznikla u pravoslavného kláštera ruská vesnice Vjatskije Poljany (doslova znamená vjatské mýtiny). Klášter zanikl v roce 1764.
V roce 1938 získalo sídlo status sídla městského typu a od roku 1942 je městem.